# Quincy Fouse
Quincy Fouse (* 26. August 1997 in Jacksonville, Florida) ist ein US-amerikanischer Schauspieler.

## Leben
Zu den ersten Schauspielrollen des Film- und Fernsehdarstellers Fouse gehörten die des Elden Pugh-Thorkelson in der TV-Komödie The Kicker und eine Gastrolle in der Disney-Spionage-Sitcom K.C. Undercover neben Zendaya Coleman. Bekannt wurde er durch seine Verkörperung der Figur Taz Money in der ABC-Sitcom The Goldbergs, die er von 2016 bis 2018 spielte. 2017 hatte er auch einen Auftritt in dem Actionfilm Logan – The Wolverine als Nate Munson. Derzeit gehört er als M.G. zur Hauptbesetzung der The-CW-Fernsehserie Legacies.
Fouse hat einen jüngeren Bruder und eine jüngere Schwester, Lalani.

## Filmografie
- 2016:	The Kicker (Fernsehfilm)
- 2016:	K.C. Undercover (Fernsehserie)
- 2016–2018: The Goldbergs (Fernsehserie)
- 2017:	Doubt (Fernsehserie)
- 2017:	Logan – The Wolverine
- 2018:	Bosch (Fernsehserie)
- 2018–2022: Legacies (Fernsehserie)